# 克氏鰶
克氏鰶（学名：Hemiculter krempfi），為輻鰭魚綱鯉形目鲴科鰶属的其中一種。分布於亞洲越南慶和省的蔡河和富安省的達讓河流域，棲息在河川底中層水域，生活習性不明。